# We Do Logos
We Do Logos é um site destinado ao comércio eletrônico de serviços de design gráfico para micro e pequenas empresas.

## História
A empresa foi fundada dia 27 de setembro de 2010 e é propriedade conjunta do fundador Gustavo Mota CEO, do co-fundador Gustavo Zimmermann CTO, e dos acionistas Gislayne Araripe COO, Itaro Capital, Initial Captial e outros acionistas individuais. 
Apesar do nome forçar uma associação direta à criação de logotipo, a We Do Logos é uma empresa focada em demandas de design gráfico e marketing para micro e pequenas empresas. Mesmo assim, mantém o nome, pois é o principal serviço vendido pela empresa e consumido pelo mercado.
A empresa cresceu rapidamente com uma grande aceitação do público brasileiro após ser mencionada em matéria no programa Mundo S/A  da GloboNews, Revista Pequenas Empresas Grandes Negócios  e Isto É Dinheiro.
A empresa foi acelerada pela "21212 Aceleradora", em 2013, juntamente com outras empresas como Max Milhas e Memed.
Em 2016 a empresa já tinha atendimento mais de 40 mil clientes e em 2018 o público ultrapassava 50 mil empreendedores atendidos
A We Do Logos ao longo dos anos foi apresentou soluções para micro e pequenos empreendedores. Com esse objetivo, foram lançados os sites: Registro de Marca APP, Guru PME, QuantoCustaUmLogo, Logo Grátis e Máquina de Nomes.

### Aquisição
Em 2015 foi anunciada a aquisição da startup Logovia pela We Do Logos. O anúncio internacional da nova estrutura, foi resultado da negociação de 12 meses com os fundadores e investidores da Logovia. Com isso, a We Do Logos consolidou-se como a maior plataforma de design gráfico do mercado brasileiro em quantidade de projetos e número de profissionais via Internet, também sendo a maior plataforma da América Latina.

### Internacionalização
Em 2017, a We Do Logos iniciou de fato o seu processo de internacionalização  como parte do processo de expansão da empresa. A empresa participou do Web Summit em 2017 sendo uma das empresas brasileiras expositoras do evento.
Em 2018, o primeiro escritório da We Do Logos fora da capital carioca foi aberto na cidade de Aveiro, em Portugal .